# 坪沟乡
坪沟乡，是中华人民共和国甘肃省临夏回族自治州永靖县下辖的一个乡镇级行政单位。

## 行政区划
坪沟乡下辖以下地区：
大泉村、席芨村、岘子村、坪沟村、党湾村、友好村、刘家湾村、罗山村、王坪村、余台村、北山村和祁山村。